# Towson (Maryland)
Towson es un lugar designado por el censo ubicado en el estado estadounidense de Maryland, en el Condado de Baltimore, del que también es su sede.

## Demografía
Según el censo estadounidense del año 2000, su población era de 51.793 habitantes.

## Geografía
De acuerdo con la United States Census Bureau tiene un área de 36,8 km², los cuales 36,4 km² están cubiertos de tierra y 0,4 km² cubiertos de agua. Towson se ubica aproximadamente 107 m sobre el nivel del mar.

## Educación
Towson tiene la sede de las Escuelas Públicas del Condado de Baltimore.